# Allogamus auricollis
Allogamus auricollis är en nattsländeart som först beskrevs av Francois Jules Pictet de la Rive 1834.  Allogamus auricollis ingår i släktet Allogamus och familjen husmasknattsländor. Inga underarter finns listade i Catalogue of Life.